# Bloc Party
Pour l’article ayant un titre homophone, voir Block Party.
Bloc Party [blɑk ˈpɑːti] est un groupe de rock alternatif indépendant britannique, originaire de l'Essex, Angleterre. Formé en 1999 autour du chanteur Kele Okereke, le groupe s'inspire musicalement des Smiths, Joy Division, Sonic Youth, The Cure, Mogwai, Siouxsie and the Banshees, Talking Heads et dans leur travail plus récent, Radiohead.
Leur premier album Silent Alarm, sorti en 2005, est élu album de l'année par le NME.

## Biographie

### Débuts (1999–2004)
Russell Lissack et Kele Okereke se rencontrent pour la première fois en 1998 à Londres. Lissack a étudié au Bancroft's School, et Okereke à l'Ilford County High School, puis au Trinity Catholic High School. Ils se revoient en 1999 au Reading Festival et décident de former un groupe. Le bassiste Gordon Moakes les rejoint après avoir répondu à une annonce publiée au  NME, suivi par le batteur Matt Tong après une audition. Après avoir emprunté plusieurs noms comme Union, The Angel Range, et Diet, le groupe devient Bloc Party en septembre 2003, un jeu de mots basé sur block party. Le groupe expliquera ne jamais avoir fait allusion au bloc soviétique
Le groupe se fait connaître fin 2004 par deux EP successifs (Bloc Party EP et Little Thoughts EP) qui font fureur dans les boîtes britanniques et européennes grâce à un punk rock d'un nouveau genre. Le groupe sort son premier album Silent Alarm en février 2005, qui est aussitôt acclamé par la critique. Le groupe appartient à la mouvance musicale nostalgique de la new wave britannique des années 1980 qui émerge en ce milieu des années 2000 avec des groupes comme Franz Ferdinand, Maxïmo Park, ou The Bravery.

### Nouveaux albums (2005–2012)

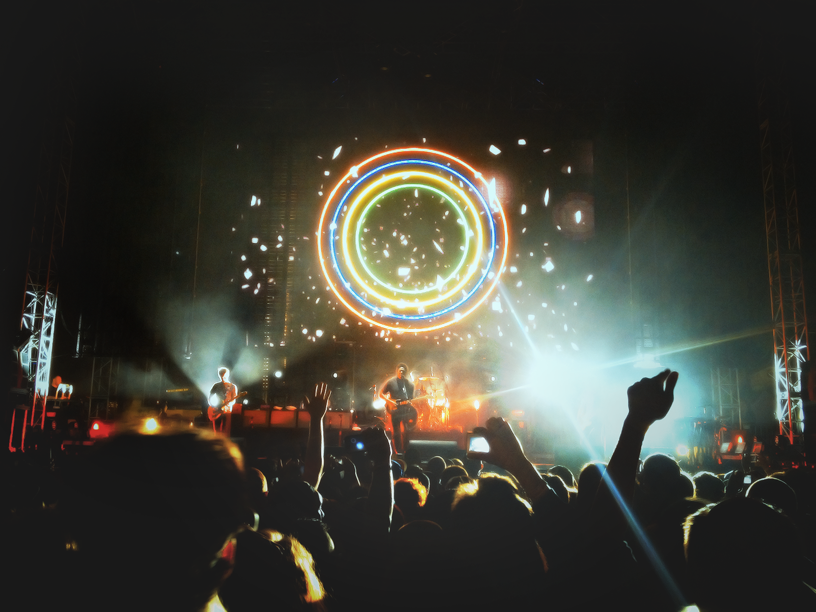
Bloc Party au HARD Summer de 2012.

En juillet 2005, le groupe enregistre pour le projet caritatif Help!: A Day in the Life une chanson inédite, The Present. D'autres chansons inédites sont enregistrées par le groupe : Tulips, American Kids, Storm and Stress, This is Not a Competition, Always New Depths, two More Years, Cavaliers and Roundheads, Staying Fat, Hero, The Answer, Every Time is the Last Time et Skeleton. Leur chanson This Modern Love est utilisée en clôture de la saison 1 de la série How I Met Your Mother. En janvier 2007 sort le nouveau single intitulé The Prayer disponible sur l'album A Weekend in the City. Ce dernier entre directement 10e des classements français.
Le single Flux qui a un son nettement plus électro est sorti à la fin décembre 2007. Le single Mercury du troisième album du groupe est sorti le 11 août.
Leur troisième album Intimacy est, lui, sorti le 21 août 2008. L'album est disponible uniquement en téléchargement sur le site du groupe dans un premier temps. La version CD, quant à elle, est sortie le 27 octobre 2008.
Courant 2010, interlude solo pour deux des membres du groupe avec l'album The Boxer de Kele, album électro, et Pin Me Down l'album  du projet pop-rock éponyme de Russell. En 2011, Kele pose également sa voix sur le titre électro Ready 2 go de l'artiste électro français Martin Solveig. À la fin 2011, le groupe annonce son retour sur leur site officiel. En début d'année 2012, le groupe confirme sur son mur Facebook que Kele est toujours dans le groupe mais que Matt Tong a été remplacé par Dave Abbruzzese (blague de la part du groupe) ; le groupe reste toujours soudé et aucun membre n'a été remplacé ou mis de côté. Paru en 2012, le dernier album en date de Bloc Party s'intitule Four.

### Pause et changements de membres (2013-2015)
Le guitariste Russell Lissack annonce un nouvel arrêt du groupe au soir du 19 juillet 2013, dernière date prévue à leur programme : « C'est sûr, quand on aura fini les festivals de cet été, nous allons prendre un peu de temps pour nous. Au moins six mois, peut-être un an, peut-être deux. C'est difficile à dire[réf. nécessaire]. » Pour cette dernière série de concerts, c'est Sarah Jones l'actuelle batteuse du groupe Hot Chip et de New Young Pony Club qui supplée Matt Tong, remplacement qui est devenu effectif à compter du 21 juin 2013  lors du Best Kept Secret festival en Hollande. L'information officielle confirmant le départ définitif de Matt Tong paraît peu de temps après. Et subséquemment, Kele reconnaîtra, dans une interview accordée à Nothing but Hope and Passion, qu'il « ne sait vraiment pas ce qui est en train d'arriver au groupe » et qu'« il n'y a pas de projet de reformation du groupe aujourd'hui[réf. nécessaire] », confirmant donc la longue pause de Bloc Party, sans certitude de retour.
En septembre 2014, Kele Okereke annonce que Bloc Party travaille sur un cinquième album. En mars 2015, le bassiste Gordon Moake tweete qu'il quitte Bloc Party. Le 3 août 2015, Kele Okereke annonce que le groupe a engagé un nouveau batteur et un nouveau bassiste.

### HymnsetSilent Alarms Live(2015-2019)
Lors d'un concert effectué au studio Maida Vale, le groupe joue une nouvelle chanson intitulée The Good News et quelques heures après, une autre nouvelle chanson intitulée The Love Within. Okereke annonce la sortie du cinquième album et se nommera Hymns. L'album sort officiellement le 29 janvier 2016.
Durant l'année 2016, le groupe sort une nouvelle chanson intitulé Stunt Queen et le joue en live durant le Hollywood Bowl. Selon Okereke, c'était "une étape importante" pour le groupe. C'est le premier morceau où Louise Bartle et Justin Harris sont co-auteurs.
En mars 2018, le groupe annonce une nouvelle tournée centré sur leur premier album Silent Alarms ; cette tournée s'intitulera Silent Alarms Live.En raison du succès de cette courte tournée, le groupe a annoncé d'autres dates en 2019.

### Alpha GamesetThe High Life EP(Depuis 2020)
Le 22 janvier 2020, Keke annonce sur les réseaux sociaux à avoir commencé l'écriture d'un nouvel album.
Le 22 septembre 2021, Bloc Party a posté sur son compte Twitter officiel un aperçu de la tracklist et de l'avancement de l'enregistrement de leur nouvel album.
Le 23 novembre 2021, Bloc Party sort le premier single de l'album, Traps. Un deuxième single The Girls Are Fighting est sorti le 26 janvier 2022 et le clip de la chanson le 28 janvier 2022. Le 25 février 2022, le troisième single Sex Magik est sorti et un quatrième single If We Get Caught sort le 24 mars 2022,.
L'album sort officiellement le 22 avril 2022 et se nomme Alpha Games.
En octobre 2022, le groupe annonce qu'il assurera la première partie de Paramore lors de leur tournée au Royaume-Uni et en Irlande ainsi que lors de leur tournée nord-américaine qui a été annoncée le mois suivant,.
Le 21 avril 2023, le groupe sort un single intitulé High Life et Keep It Rolling en duo avec Kenny Hoopla le 2 juin. Le 21 juin 2023, Bloc Party annonce un nouvel EP intitulé The High Life EP qui sortira le 21 juillet comprenant ces chansons,,.

## Membres

### Membres actuels
- Kele Okereke - chant, guitare (Depuis 1999)
- Russell Lissack - guitare (Depuis 1999)
- Louise Bartle - batterie, percussions, chœurs (Depuis 2015)

### Anciens membres
- Matt Tong - batterie, chœurs (1999 - 2013)
- Gordon Moakes - basse, chœurs (1999 - 2015)
- Justin Harris - basse, chœurs (2015 - 2023)

## Discographie

### Singles
- 2004 : She's Hearing Voices
- 2004 : Banquet
- 2004 : Little Thoughts
- 2004 : Helicopter
- 2005 : So Here We Are
- 2005 : Banquet
- 2005 : The Pioneers
- 2005 : Two More Years
- 2006 : The Prayer
- 2007 : I Still Remember
- 2007 : Hunting for witches
- 2007 : Flux
- 2008 : Mercury
- 2008 : Talons
- 2008 : One Month Off
- 2009 : One More Chance
- 2012 : Octopus
- 2012 : Kettling
- 2013 : Truth
- 2013 : Ratchet
- 2015 : The Good News
- 2015 : The Love Within
- 2016 : Virtue
- 2021 : Traps
- 2023 : High Life
- 2023 : Keep It Rolling

### EP
- 2004 : Bloc Party EP
- 2004 : Little Thoughts EP
- 2005 : Hearing Voices Live EP
- 2012 : Four More EP
- 2013 : The Nextwave Sessions
- 2016 : The Love Within EP
- 2023 : The High Life EP